# 多湖淳
多湖 淳（たご あつし、1976年8月22日 - ）は、日本の政治学者。早稲田大学政治経済学術院教授。専門は国際政治。静岡県生まれ。

## 経歴
略歴は以下のとおり 
- 1995年 3月 - 長野県松本深志高等学校卒業
- 1999年 3月 - 東京大学教養学部総合社会科学科国際関係論分科卒業
- 2001年 3月 - 東京大学大学院総合文化研究科(国際社会科学専攻)修士課程修了
- 2001年 4月 - 日本学術振興会特別研究員（DC1）〔2004年3月まで〕
- 2002年 4月 - ミシガン大学（アナーバー校）政治学部客員研究員〔2004年9月まで〕
- 2004年 3月 - 東京大学大学院総合文化研究科(国際社会科学専攻)博士課程単位取得退学
- 2004年 4月 - 日本学術振興会特別研究員（PD）〔2007年3月まで〕
- 2007年 2月 - 博士（学術）（東京大学・学位論文「単独軍事行動と多角軍事行動をめぐる政治学 : 第二次世界大戦後の米国による武力行使」）
- 2007年 7月 - 神戸大学大学院法学研究科准教授
- 2015年 4月 - 神戸大学大学院法学研究科教授
- 2017年 1月 - オスロ国際平和研究所グローバルフェロー〔2022年まで〕[3]
- 2018年 4月 - 早稲田大学政治経済学術院教授
- 2020年 8月 - 早稲田大学大学院政治学研究科教務主任
- 2022年 9月 - 早稲田大学大学院政治学研究科研究科長

## 著作

### 単著
- 『武力行使の政治学―単独と多角をめぐる国際政治とアメリカ国内政治』（千倉書房, 2010年）
- 『戦争とは何か―国際政治学の挑戦』（中公新書, 2020年）

### 共著
- （砂原庸介・稗田健志）『政治学の第一歩』（有斐閣, 2015年）

### 論文
英語
- “When Are Democratic Friends Unreliable?: The Unilateral Withdrawal of Troops from the Coalition of the Willing,” Journal of Peace Research. 2009, 46(2): 219-234.
- “Is There an Aid-for-Participation-Deal?: US Economic and Military Aid Policy to Coalition Forces (Non)Participants” International Relations of the Asia-Pacific, 2008, 8(3): 379-398.
- “Why Do States Join US-led Military Coalitions?: The Compulsion of the Coalition’s Missions and Legitimacy?,” International Relations of the Asia-Pacific. 2007, No. 7, 179-202.
- “Determinants of Multilateralism in US Use of Force: State of Economy, Election Cycle, and Divided Government,” Journal of Peace Research. 2005, No. 42, 585-604.

日本語
- 「国際制度と集団正当化――米国の軍事行動における制度選択の分析」『国際政治』132号（2003年2月）
- 「安全保障の手段選択における『費用分担』と『正当化』――なぜアメリカは多角的アプローチで行動するのか?」『国際関係論研究』18号、2002年3月
- 「アメリカの軍事行動における『手段選択』――1946-2000年データセットの提示と解釈」『アメリカ太平洋研究』2号、2002年3月